# Лејла Слимани
Лејла Слимани (енгл. Leïla Slimani, Рабат, 3. октобра 1981), француско-мароканска књижевница, новинарка и заговорница женских и људских права, која тренутно живи и ради у Паризу.

## Биографија

### Лични живот
Лејла Слимани је рођена 1981. у Рабату, од оца Мароканца и мајке француско-алжирског порекла. У Париз долази након завршене средње школе 1999. године. Дипломирала је на париском Институту за политичке студије. Године 2008, након бављења глумом, опредељује се за новинарство и пише за часопис Млада Африка (Jeune Afrique).

### Књижевна каријера
Слимани је свој први роман У врту људождера објавила 2014. године. Након тога, 2016. године објавила је роман Успавај ме. Године 2020. објавила је роман Земља других који је први од планирана три романа заснована на историји њене породице. Поред романа објавила је и неколико књига есеја. Књига есеја Секс и лажи : сексуални живот у Мароку (Sexe et Mensonges: La Vie Sexuelle au Maroc), објављена 2017. године садржи исповести жена с којима је разговарала док је била на књижевној турнеји по Мароку.

## Дела

### Романи
- У врту људождера (2014.)
- Успавај ме (2016.)
- Земља других (2020.)

### Есеји
- Секс и лажи: сексуални живот у Мароку (2017.)

## Награде и признања
Роман У врту људождера се нашао у ужем избору за награду Flor 2014.
Роман Успавај ме је освојио Гонкурову награду за 2016. годину. Роман је преведен на више од тридесет језика.
Председник Француске Емануел Макрон прогласио ју је и амбасадором франкофоније.